# Dem derovre og de andre
Dem derovre og de andre er en dansk animeret ungdomsfilm fra 2004 med instruktion og manuskript af Ziska Szemes.

## Handling
Filmen er en historie om, hvor svært det er at være 13-14 år. Mie bliver endelig inviteret til den store fest, men vil ikke have sin kejtede veninde Sanne med. Hun ofrer sit venskab med Sanne for at være sammen med de populære piger, men spørgsmålet er, om det var det værd...